# Face à face (festival)
Pour les articles homonymes, voir Face à face.
Face à face, festival du film gay et lesbien de Saint-Étienne désigne un festival français annuel de cinéma LGBT qui se déroule à Saint-Étienne (Rhône-Alpes).

## Organisation
Les rencontres cinématographiques sont organisées par Face à face, association stéphanoise LGBT (créée en 2006) qui s’est donné pour objectif principal d’améliorer la visibilité homosexuelle à Saint-Étienne par l’intermédiaire de la culture. Cette association est avant tout une structure ouverte à tous, où les échanges sont fédérateurs autour d’une même cause : lutter contre la discrimination en créant des échanges et des dialogues autour de la thématique LGBT (Lesbienne, Gay, Bi et Transgenre).
Les films du festival sont sélectionnés par les membres bénévoles de l'association grâce à une veille exercée sur de nombreux festivals français et étrangers (Grenoble, Clermont-Ferrand, Orléans, Bruxelles, Barcelone, Berlin, Bordeaux…).

## Déroulement
Le festival se déroule chaque année les 4 derniers jours de novembre au cinéma « Le Méliès Saint-François » de Saint-Étienne. Des longs métrages, fictions et documentaires, sont projetés en présence de réalisateurs, distributeurs, écrivains, artistes, journalistes, des membres d'associations LGBT stéphanoises, françaises ou internationales. Des évènements festifs sont souvent associés à la manifestation.
Le Festival propose également « La Nuit du Court » regroupant une vingtaine de courts métrages du monde entier. En trois ans, cette compétition est devenue un événement majeur de la scène culturelle LGBT.

## Historique
Fondé en 2005 par le centre socioculturel Espace Boris Vian, l'association de lutte contre le sida Actis Loire 42 et l'association gay et lesbienne de randonnée Rando's rhone-alpes, les Rencontres du film gay et lesbien de Saint-Étienne ont pour but de créer le contact, entre homos et hétéros, entre homos filles et homos garçons, entre homos  « affichés » et homos « non assumés ».
En 2007, avec la naissance de la première association gay de la ville, Face à face, les rencontres changent de nom et deviennent le Festival du film gay et lesbien de Saint-Étienne. Il offre un accès le plus large possible à la culture, sur une thématique liée à l’homosexualité. Une séance pédagogique réservée aux lycéens est créé afin de les sensibiliser aux problèmes de l'homophobie à l'école.
En 2009, l'association Face à face organise, les 1res Assises nationales du cinéma gay et lesbien à Saint-Étienne réunissant des membres actifs de quinze festivals de cinéma LGBT français, belge, suisse...
En 2010, alertée par l'importance du problème posé par l'homophobie dans le milieu du sport, l'équipe de Face à face a décidé de centrer le débat de son festival 2010 sur ce thème.
Interpellée par la situation des LGBT à travers le monde et en particulier dans les pays qui ont vécu la révolution du printemps arabe, l'équipe de Face à face consacre son édition 2011 aux « Homos d’ici et d’ailleurs » et en 2012 à la censure et l'autocensure,. Un nouveau logo Face à face est créé.
Soucieuse de toujours combattre l'homophobie par la culture et la pédagogie, l'association Face à face propose également des séances, rencontres et débats destinées à un public scolaire lycéen.

### Dates et thématiques
- 1re édition (30 septembre au 2 octobre 2005) : L’homosexualité en province et L’homoparentalité[10]
- 2e édition (27 au 29 octobre 2006) : Pédé hier, gay aujourd’hui et Homosexualité et Religion : utopie ?[11]
- 3e édition (15 au 18 novembre 2007) : homos au boulot, l’homosexualité dans le monde du travail[12]
- 4e édition (20 au 23 novembre 2008) : 2008 est-il encore révolutionnaire d'être gay ?[13]
- 5e édition (26 au 29 novembre 2009) : 1res Assises nationales du cinéma gay et lesbien[14]
- 6e édition (25 au 28 novembre 2010) : Sport et homosexualité[15]
- 7e édition (24 au 27 novembre 2011) : Homos d’ici et d’ailleurs[8]
- 8e édition (22 au 25 novembre 2012) : Censure et autocensure[16]
- 9e édition (28 novembre au 1er décembre 2013) : Courage[17]
- 10e édition (27 au 30 novembre 2014) : édition du dixième anniversaire[18]
- 11e édition (19 au 22 novembre 2015)[19]
- 12e édition (24 au 27 novembre 2016)
- 13e édition (novembre 2017)
- 14e édition (19 au 25 novembre 2018)
- 15e édition (26 novembre au 1er décembre 2019)
- 16e édition (1er au 6 décembre 2020. Annulé à cause de la crise sanitaire)[20]
- 17e édition (3 au 5 décembre 2021)[21]
- 18e édition (13 au 20 novembre 2022)[22]
- 19e édition (17 au 19 novembre 2023)[23]
- 20e édition (15 au 17 novembre 2024)[24]

### Liste des Prix décernés
Prix du Public à partir de la 3e édition: 
- Prix pour les longs métrages (Azul y no tan rosa de Miguel Ferrari en 2014)[25]
- Prix pour les courts métrages (Nomansland de Karsten Geisnæs en 2014)[26]

Nuit du Court à partir de la 8e édition (Jury) : 
- Grand Prix du Jury (Nomansland de Karsten Geisnæs en 2014)[27]
- Prix du Meilleur scénario (Mathi(eu) de Coralie Prosper en 2014)[28]
- Prix Spécial du Jury (ex æquo Vor dem tor des Ijtihad de Mehmet Akif Büyükatalay et Hermes & Aphrodite de Gregor Zootzky en 2014)[29]

Prix de l'équipe de Face à face (en 2014) :
- Prix du 10e Anniversaire (Nomansland de Karsten Geisnæs)[30]

2018 :
- Jury : Sullivan Le Postec (président), Fabio Mollo, Mehdi Meskar, Patricia Portafaix, Benjamin Leroy et Adrián De La Vega

- Courts-métrage - Prix du Jury :

Grand Prix - "Pincesa de Helio" de Pablo Guerrero
Prix du scénario - "Pepito & Bianca" écrit par Tom Porcher 
Prix spécial - "Taste of Love" de Paul Scheufler
Mention au mérite - "Half a Life" de Tamara Shogaolu
- Courts-métrages - Prix du public :

"Avec Thelma" de Ann Sirot
- Longs-métrages - Prix du public :

"Les Engagés" - saison 2, créé par Sullivan Le Postec, réalisé par Slimane-Baptiste Berhoun
ex aequo avec 
Bohemian Rhapsody de Bryan Singer

### Participants
- 1re édition : Olga Stolpovskaya réalisatrice russe de Je t’aime toi, Pascal-Alex Vincent réalisateur du film Far West, Maud Ballet réalisatrice du court-métrage La chasse aux papillons[31].
- 2e édition : Florence Tamagne historienne spécialiste de l’histoire culturelle LGBT, Odon Vallet historien spécialiste français des religions, Frédéric Martel écrivain et journaliste, Mohamed Camara réalisateur guinéen de Dakan[32].
- 3e édition :  Lionel Baier réalisateur suisse de Comme des voleurs à l'Est et Alain Guiraudie réalisateur de Ce vieux rêve qui bouge, l'écrivain Didier Roth-Bettoni auteur de L’homosexualité au cinéma, l'auteur compositeur interprète Nicolas Bacchus, Lisa Adler et Werner Barg réalisatrice et producteur du court-métrage Gero, Gerd und die Grossartige, Emmanuelle Jay réalisatrice du court-métrage Au sommet de la Terre, Marc Batard ex-alpiniste auteur de L'homme qui revient de haut[33].
- 4e édition : Gaël Morel réalisateur de Le Clan et Christophe Honoré réalisateur de Les Chansons d'amour, Veronika Minder réalisatrice du Bal des chattes sauvages, Sylvie Benavides réalisatrice du court-métrage Le fossoyeur, Alessandro Avellis réalisateur de La révolution du désir, Pierre Verdrager sociologue et auteur de L’Homosexualité dans tous ses états, Michel Chomarat chargé de mission «Mémoire» à la Ville de Lyon[34].
- 5e édition : Françoise Romand réalisatrice de Appelez-moi Madame et Louis Dupont réalisateur du film Les garçons de la piscine, Didier Roth-Bettoni journaliste écrivain et directeur artistique du festival Chéries-Chéris, le festival de films gays, lesbiens, trans & +++ de Paris, Patrick Cardon l'organisateur du festival Questions de Genre et responsable des éditions Gaykitschcamp[35].
- 6e édition : Louis Dupont réalisateur du film Les garçons du Lido, Françoise Romand réalisatrice de Gais Gay Games, Yves Bourgeay et Catherine Thiollière réalisateurs de Be part of it : en être?, Patrick Revelli parrain du Festival Face à face 2010 et ancien footballeur français, Chriss Lag Réalisatrice photographe et journaliste (notamment pour la Dixième Muse), Philippe Liotard enseignant-chercheur, Yoann Lemaire footballeur auteur du livre Je suis le seul joueur de foot homo, enfin j'étais, Brahim Naït Balk écrivain et entraîneur du Paris Foot Gay, l'artiste Océanerosemarie dite La lesbienne invisible, etc.[36].
- 7e édition : Gaël Morel réalisateur du film Notre paradis et le compositeur Camille Rocailleux, l’acteur libanais Mazen Nassar de Toute ma vie, le film égyptien de Maher Sabry, l'écrivain et dramaturge Pierre Laville parrain du festival pour Angels in America Quatuor l'adaptation française inédite de l'œuvre de Tony Kushner Angels in America, interprétée par la compagnie Le Souffeur de verre[37].
- 8e édition : Louis-Georges Tin président de la Journée mondiale de lutte contre l'homophobie et du Conseil représentatif des associations noires de France, Didier Roth-Bettoni auteur et critique de cinéma et président du Jury de la 1re édition de la nuit du court-métrage. Françoise Romand, réalisatrice ; Lela Bencharif sociologue et conseillère Régionale Rhône-Alpes, Arnaud Meunier metteur en scène, directeur de la Comédie de Saint-Étienne ; Auf Usaam Mukwaya réfugié politique ougandais et protagoniste du film Ouganda, au nom de Dieu, Thérèse et Christian témoins et protagonistes du film Les invisibles[38].

## Fréquentation
- Le festival accueille un public très large, mixte et varié, de provenances diverses, qui apprécie la convivialité du lieu et de la manifestation. Ce sont plus de 2 000 spectateurs qui se déplacent chaque année sur les 4 jours du festival[39].